# Harvey Bennett (hockeista su ghiaccio 1925)
Harvey Alexander Bennett (Edington, 23 luglio 1925 – Warwick, 21 novembre 2004) è stato un hockeista su ghiaccio canadese.
Nel corso della propria carriera giocò in National Hockey League ma soprattutto in American Hockey League con i Providence Reds, al punto da essere inserito nel 2013 nella AHL Hall of Fame.

## Carriera
Bennett giocò a livello giovanile nel cuore della seconda guerra mondiale partecipando per tre anni consecutivi alla Memorial Cup, competizione che riuscì a vincere nel 1944 con la maglia degli Oshawa Generals. Il suo esordio da professionista giunse a Boston con gli Olympics, squadra vincitrice di due Eastern Amateur Hockey League consecutive nel 1945 e nel 1946.
Proprio nel corso della stagione 1944-1945 Bennett ebbe modo di esordire anche in National Hockey League con i Bruins; venne infatti chiamato in prima squadra a causa dell'assenza del portiere titolare Chuck Rayner, impegnato con l'esercito. Durante un match contro i Montreal Canadiens divenne involontariamente noto per aver concesso la rete numero 50 in altrettante partite a Maurice Richard, prima volta in assoluto nella storia della lega.
Dopo una stagione con gli Hershey Bears Bennett venne ingaggiato dai Providence Reds, divenendo nelle successive dodici stagioni uno dei simboli della franchigia e dei portieri più vincenti della American Hockey League Con i Reds entrò nel Second All-Star Team della lega nel 1946-1947 e conquistò una Calder Cup nella stagione 1948-1949. Continuò a giocare fino al 1959, anno del proprio ritiro, tuttavia nel corso delle ultime stagioni aveva progressivamente perso il posto da titolare e per questo motivo venne mandato a giocare per brevi frangenti in altre squadre minori.
Tre dei suoi figli seguirono le sue orme e diventarono giocatori di hockey professionisti fino a raggiungere la NHL, Harvey Jr., Bill e Curt. Dopo il ritiro si stabilì nel Rhode Island dove continuò ad essere attivo nella promozione dello sport fino alla sua scomparsa avvenuta nel 2004. Alcuni anni più tardi nel 2013 Harvey ricevette un importante riconoscimento postumo, l'ingresso nella AHL Hall of Fame.

## Palmarès

### Club
- Calder Cup: 1

Providence: 1948-1949
- Memorial Cup: 1

Oshawa: 1944

### Individuale
- AHL Hall of Fame: 1

2013
- AHL Second All-Star Team: 1

1946-1947
- EAHL First All-Star Team: 1

1945-1946